# Edith Dallner
Edith Dallner (* 10. Oktober 1940 in Wien; † 1. Dezember 2016 in Klein-Jetzelsdorf, Niederösterreich) war eine österreichische Bildhauerin, Malerin und Keramikerin. Sie verwendete die Technik der Enkaustik in einer modernen Form.

## Leben
Edith Dallner war die Tochter der Wiener Textilkünstlerin Grete Dallner-Malmros, die im Österreich-Pavillon für die Weltausstellung in Brüssel 1958 von Karl Schwanzer für die textile Ausführung des Expo-Sessels von Norbert Schlesinger verantwortlich war.
Mit 16 Jahren wurde sie in die Akademie für angewandte Kunst in Wien aufgenommen. 1956 bis 1959 absolvierte sie das Studium der Formgestaltung und der tektonischen Formung bei Friedrich Böhm und Alfred Soulek. 1959 bis 1967 studierte sie Bildhauerei bei Hans Knesl und schloss ihre Studien mit dem Diplom ab. Sie erwarb auch eine private Ausbildung in Gesang und Klavier. 1970/71 belegte sie das Fach Operndarstellung bei Professor Möller an der Hochschule für Musik und darstellende Kunst Wien.
1967 begann sie, in Wien Bildnerische Erziehung im Gymnasium zu unterrichten. Erste Maturantinnen waren 1975 Margit Taus und Margarete Fujii-Zelenak. Neben ihrer eigenen künstlerischen Arbeit gab sie private Gesangsstunden und Privatunterricht in Malerei, Holzbearbeitung und Plastik. Unter anderen war Hermann Aichmair ihr Schüler.
Dallners Lehrtätigkeit zeichnete sich durch ihr profundes technisches Können aus. Ihr besonderes Interesse galt den altertümlichen Kulturen Ägyptens, Mesopotamiens und der Griechischen- und Römischen Antike. In ihrer Kunstausübung bevorzugte sie die Themen Gott, Mensch, Tier und Natur. Nach ihrem Eintritt in den Ruhestand zog sie nach Klein-Jetzelsdorf im Waldviertel, wo sie neben Privatstunden in Kunst auch energetische Kurse und Seminare anbot, darunter Pendel-Seminare und Edelstein-Meditation.
Sie starb 2016 völlig verarmt in Klein-Jetzelsdorf und wurde in Roggendorf begraben.

## Werke
Zunächst schuf Dallner Reliefs und Plastiken in Kunststein. Später war ihre bevorzugte Oberflächenbehandlung von Holz und traditionellem Kreidegrund die Enkaustik, die sie in altertümlicher Manier anwendete. Hierbei erhitzte sie Bienenwachs, Paraffin und Kolophonium, kühlte es im Wasserbad ab, modellierte es auf die Grundierung und brannte schließlich echte Farbpigmente mit der heißen Spachtel ein. Oft arbeitete sie Edelsteine ein, ehe sie die Oberfläche mit Epoxidharz überzog.
Plastisch arbeitete sie in Keramik, Bronze und Holz, sie malte in Aquarell, Tempera und Öl. Die lavierte Federzeichnung, mitunter auch mit Einarbeitung von Blattgold war ihre spezielle grafische Technik.
1968 erhielt sie den ersten Staatsauftrag zur künstlerischen Gestaltung einer Hausfassade in Wien, 1969/70 eine Plastik als zweiten Staatsauftrag.
1983 kaufte das Kulturamt der Stadt Wien zwei Grafiken an. Diese befinden sich in der Sammlung des Wien Museums.
1992 kam es zu Ankäufen von Privatsammlungen in Athen, Björns Hög, New York City, Rom, Trelleborg und Wien.
Zur 500-Jahr-Feier Leopoldau (1990) gestaltete sie einen Flügelaltar aus Bronze und Edelsteinen, der im Barockhaus Leopoldau in Wien zu sehen war.

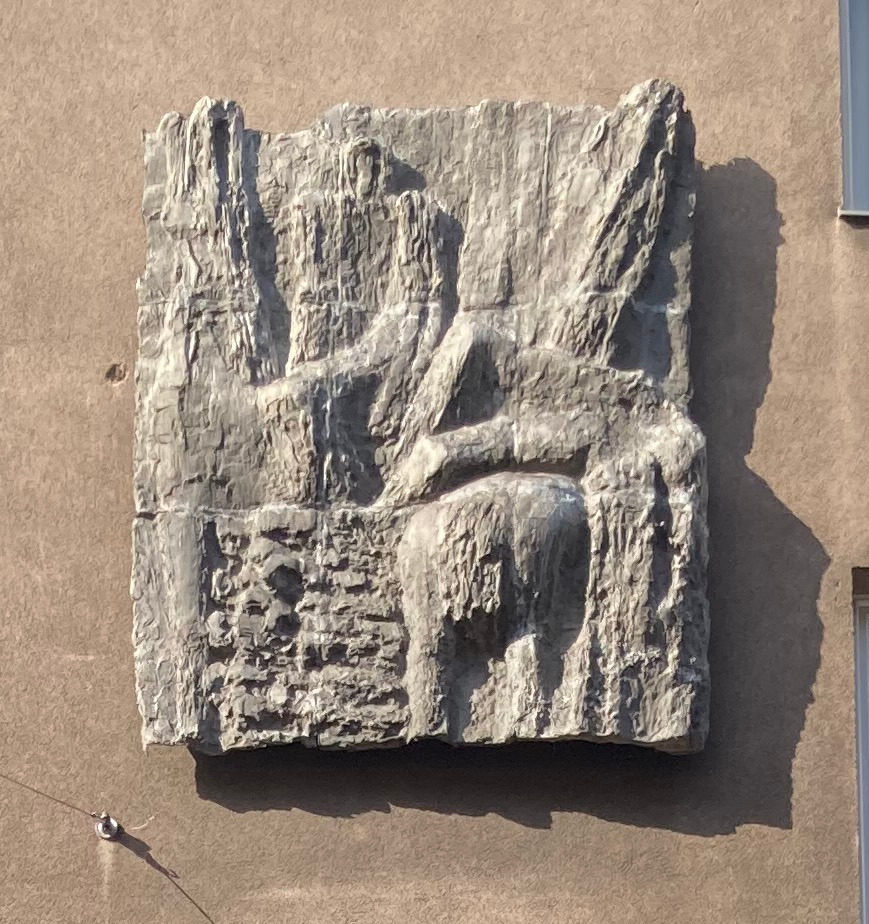
Edith Dallner; Kunststein-Relief; 1968; Wien 15

## Ausstellungen
Schauplätze von Dallners Ausstellungen waren u. a. die Wiener Sezession, das Wiener Rathaus, das Palais Palffy, die Kleine Galerie und das Palais Wittgenstein in Wien.

## Nachlass
Dallners Nachlass befindet sich im Besitz des Kunst- und Antiquitätenhandels von Werner und Judith Zöchling in Wien und Eggenburg.